# روي فيرنانديز
روي فيرنانديز هو راكب الكنو برتغالي، ولد في 16 مارس 1971.

## وصلات خارجية
- روي فيرنانديز على موقع أوليمبيديا (الإنجليزية)